# Flappmann
Der Begriff Flappmann bezeichnet umgangssprachlich im Ruhrgebiet und im Kölner Raum hauptsächlich einen unzuverlässigen Menschen. Auch als Synonym für Weichei wird das Wort benutzt.
Die Anrede gilt als harmlos. Sie wird kumpelhaft verwendet und hat kaum Konfliktpotential. Zwar gilt sie als Versuch einer Kontaktaufnahme eher etwas unbeholfen, ist jedoch nicht mit einer beleidigenden Absicht verbunden.
Beispiele
- Für Unzuverlässigkeit: „Der Flappmann is schon wieder nich gekommen.“
- Für Weichei: „Dat is doch en Flappmann von Torwart.“[2]